# Kangerlussuatsiaq

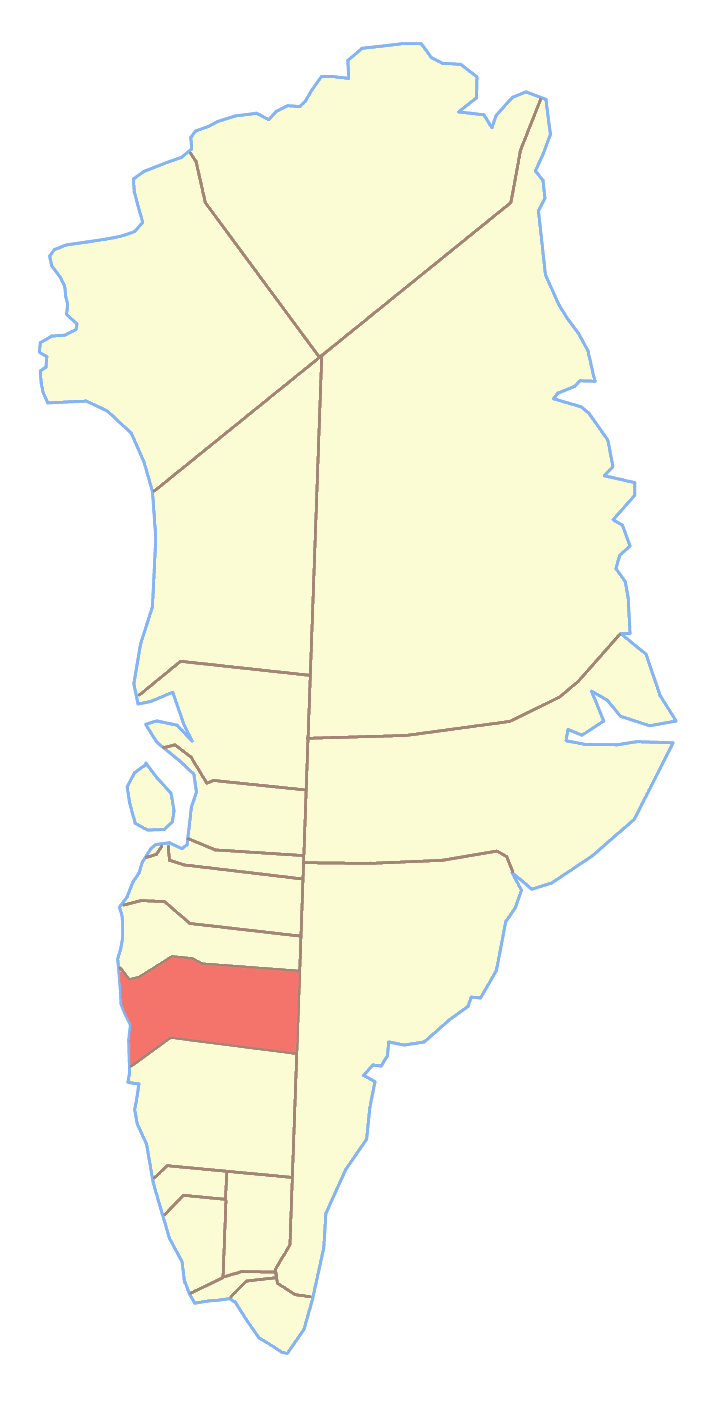
Ex comune di Maniitsoq, dove si trovava il Kangerlussuatsiaq

Il Kangerlussuatsiaq (o Kangerdlugssuatsiaq, danese Evighedsfjord) è un fiordo della Groenlandia di 75 km. Si trova a 65°53'N 52°20'O; appartiene al comune di Queqqata.